# Zahna
Zahna est une ancienne municipalité allemande située en Saxe-Anhalt dans l'arrondissement de Kyffhäuser. Depuis le 1er janvier 2011, elle fait partie de la ville de Zahna-Elster.